# Medier i Ryssland
Medier i Ryssland utgörs främst av dagspress, TV, radio och Internet/webbplatser.
Rysslands massmedielandskap består av en blandning av titlar från den sovjetiska perioden och nystartade medieorgan. Under 1990-talet förlorade många av de "gamla sovjetiska" tidningarna större delen av sin upplaga, parallellt med att oligarker och andra beslutsfattare startade nya konkurrenter. En stor del av medierna har därefter sålts till statsstyrda enheter som Gazprom (tv-kanalen NTV) och staden Moskva (Argumenty i Fakty). Det statliga medieägandet av bland annat TV-kanaler (via Rossija-bolaget) har på senare år ökat, och samtidigt ägnar sig många av de största fristående mediebolagen åt en hög grad av självcensur i förhållande till statlig politik. De ryska statsmedierna följer Kremls linje och narrativ och utgör därmed en viktig del i Putins propagandaapparat. Den stora dagliga affärsnyhetstidningen Kommersant fick 2011 en ny chefredaktör för en av sina sidotidningar, efter Putin-kritisk bevakning i samband med parlamentsvalet.

## Dagspress
Rikstidningar har svårt att nå ut till befolkningen på grund av landets geografiska storlek. Tidningar är därför inte längre det dominerande mediet för människor. De allra flesta tidningar ägs av staten eller statligt kontrollerade bolag. En av de är Komsomolskaja Pravda, som är den vanligaste dagstidningen i Ryssland med omkring 8,6 miljoner läsare per månad. Tidningen grundades den 13 mars 1925 genom ett beslut av Sovjetunionens kommunistiska parti och tidningen finns fortfarande kvar än idag. Komsomolskaja Pravda har runt 500 anställda och tidningen ges ut i 90 regioner i Ryssland, men dessutom i många andra länder runt om i världen.
Novaja Gazeta är en av Rysslands kvarvarande oberoende tidningar. Den grundades år 1990 av Sovjetunionens tidigare president Michail Gorbatjov efter att han tilldelats Nobels fredspris. Prispengarna från Nobelpriset använde han senare för att skapa Novaja Gazeta. Tidningen är mycket välkänd runt om i världen för sin kritiska granskning av olika politiska och sociala frågor i Ryssland. Idag finns den i minst 10 olika ryska städer och har en upplaga på cirka 284 000 tidningar.

## Radio och television

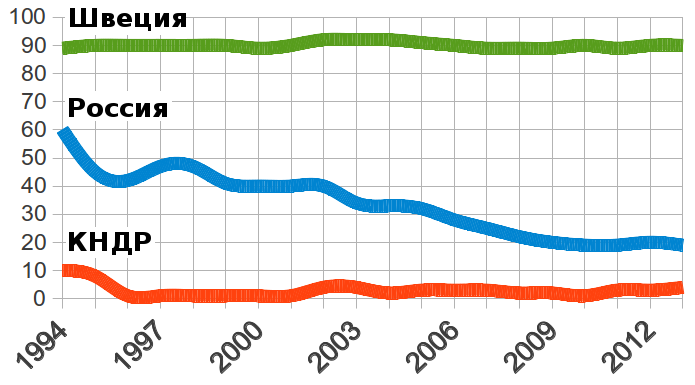
Utvecklingen av pressfriheten i Sverige (grönt), Ryssland (blått) och Nordkorea (rött) sedan 1994, enligt organisationen Freedom House.

| Namn                 | Grundad     | Ägare                                              | Typ          | Läsare/lyssnare/ tittare per mån. | Anmärkningar |
| -------------------- | ----------- | -------------------------------------------------- | ------------ | --------------------------------- | --- |
| Pervyj Kanal         | 1994        | Kreml (via Rossija; 2001–)                         | tv-kanal     | 50 miljoner                       | största tv-kanalen |
| Rossija-1            |             | Kreml (via Rossija)                                | tv-kanal     | 49,3 miljoner                     | näst största tv-kanalen                                                                                                  |
| NTV                  |             | Gazprom                                            | tv-kanal     | 47,3 miljoner                     | |
| REN TV               | 1997        | Jurij Kovaltjuk (via National Media Group (2008–)  | tv-kanal     | 44,4 miljoner                     | delvis oberoende nationell tv-kanal                                                                                      |
| Interfax             | 1989        | (oberoende)                                        | nyhetstjänst | 11 miljoner                       | |
| Echo Moskvy          | 1990        | Gazprom (kontrollpost)                             | radiobolag   | 9,1 miljoner                      | största radiobolaget |
| Komsomolskaja Pravda |             | Grigorij Berjozkin via Media Partner och ECN Group | dagstidning  | 8,6 miljoner                      | Berjozkin är industrimagnat/oligark                                                                                      |
| Dozjd (Rain TV)      | 2010        | (oberoende)                                        | tv-kanal     | 8,1 miljoner                      | stängdes ute från kabel-tv-näten efter en kontroversiell fråga inför årsdagen av belägringen av Leningrad i januari 2014 |
| Gazeta.ru            | 1999        | Afisha.Rambler.SUP (oberoende)                     | webbplats    | 6,9 miljoner                      | politik- och affärsnyheter                                                                                               |
| BBC Russkaja Sluzjba | 1946        | BBC                                                | webbplats    | 6,8 miljoner                      | BBC:s ryskspråkiga nyhetstjänst, fram till 2011 även radiokanal                                                          |
| Lenta.ru             |             | Afisha.Rambler.SUP                                 | webbplats    | 6,6 miljoner                      | nyheter |
| Argumenty i Fakty    |             | staden Moskva (2014–)                              | dagstidning  | 5,9 miljoner                      | |
| Afisja               | 1999        | Afisha.Rambler.SUP                                 | tidning      | 3,7 miljoner                      | kultur |
| RBC Daily            |             | RBC/Onexim (Michail Prochorov)                     | webbplats    | 3,3 miljoner                      | affärsnyheter |
| Kommersant           | 1989 (1909) | Alisjer Usmanov (Kreml-vänlig; 2006–)              | dagstidning  | 2,9 miljoner                      | affärsnyheter |
| Vedomosti            | 1999        | Dow Jones/Financial Times/Sanoma                   | dagstidning  | 2,9 miljoner                      | affärsnyheter |
| LifeNews             | 2009        | Aram och Asjot Gabreljanov                         | tv-kanal     | 2,5 miljoner                      | Kremltrogen nyhetskanal                                                                                                  |
| Vzgljad              | 2005        | Konstantin Rykov                                   | webbplats    | 1,6 miljoner                      | Kremltrogen nyhetssajt                                                                                                   |
| Novaja Gazeta        |             | Aleksandr Lebedev (+ personalen)                   | dagstidning  | 1,5 miljoner                      | enda kvarstående helt fristående större (allmänna) dagstidningen                                                         |
| Rossija Segodnja     | 2013/2014   | Kreml                                              | nyhetstjänst |                                   | sammanslagning av statliga nyhetstjänsten RIA Novosti och radiostationen Voice of Russia; www.rt.com                     |

## Internet
Internet är också en viktigt mediekanal i Ryssland, som är det 6:e största internetlandet i världen med över 75 miljoner användare. Dessutom så är Ryssland en av de största länderna inom bloggning med runt tre miljoner användare av Livejournal.
I takt med att internetanvändandet ökar, så har också den ryska statens kontroll av Internet ökat. SVT nyheter menar att kontrollen över internet har ökat kraftigt sedan 2011 och att censuren ökade ännu mer under år 2014 till följd av att en ny lag stiftades. Lagen handlade om att spridning av åsikter på internet som ansågs vara extremistiska av myndigheterna skulle kunna ge upp till 5 års fängelse. D.v.s att man kan få fängelsestraff för att gilla eller dela inlägg som har fel åsikter enligt myndigheterna. En annan åtgärd för att stoppa extremism är att bloggare med över 3000 läsare i veckan måste registrera sig hos myndigheterna. De måste kontrollera att deras fakta är korrekt och att innehållet inte är stötande eller att man utelämnar information som myndigheterna anser är viktig för allmänheten.  
Ryskspråkiga Wikipedias roll som oberoende medium hotades april 2014, efter att man beslutat att på kartor markera Krim som ett omstritt territorium (och inte som en fullt naturlig del av Ryska federationen). Detta föranledde den deputerade Anatolij Sidjakin att begära att den statliga massmediebyrån skulle gripa in. Samma byrå hade månaden före blockerat Internetåtkomsten för webbplatsen som tillhör radiokanalen Echo Moskvy samt nättidningarna Ej.ru, Grani.ru och Kasparov.ru. Man gjorde det med hänvisning till "Lugovoj-lagen" (införd 1 februari 2014), en lag riktad mot medier som manar till "oauktoriserade protester".
November 2014 meddelade Kremls bibliotek att man planerade en "alternativ Wikipedia". Orsaken var att ryskspråkiga Wikipedia (trots över 1 miljon artiklar) "inte klarade av att leverera tillräckligt detaljerad information om regionen och landet". Nyheten kom i ett läge där president Putin kallat internet ett av "CIA:s specialprojekt", populära ryska bloggar (sedan augusti) måste registreras centralt och myndigheterna (sedan februari) kan blockera webbplatser utan föregående domstolsbeslut. Ryssland hade tidigare inte startat något eget wikiuppslagsverk, till skillnad från Kina vars Baidu Baike och Baike.com numera är mångdubbelt större än kinesiskspråkiga Wikipedia.
Tidigare samma vecka informerades om den nya ryska medieorganisationen Sputnik, som är tänkt att både ersätta både Ria Novosti och Rysslands röst. Sputnik, som delar namn med en välkänd sovjetisk rymdsond från det kalla krigets dagar, siktar på närvaro och mediesändningar i 34 länder och på 30 språk. Målet är bland annat att motverka den allt starkare propaganda som "väst" påstås rikta mot Ryska federationen.

## Lagar och regler
Myndigheterna har hög kontroll över dom olika medieformerna i Ryssland enligt Amnesty International. Yttrande-, press- och mötesfrihet är fortsatt mycket begränsad. Den begränsade mötesfriheten har hindrat människor från demonstrationer och uppror. Ryssland befinner sig enligt Reportrar utan gränser i en svår situation när det gäller pressfrihet, på plats #148 i världen (Sverige ligger på plats #8). Den ryska staten äger och kontrollerar stora delar av medierna och de oberoende medierna har svårt nå ut till befolkningen på grund av den begränsade pressfriheten, enligt SVT Nyheter. På senare år så har dessutom kontrollen över internet ökat.